# Zwoleń (gmina 1870–1925)
Zwoleń (do 1870, 1915–1919 i od 1925 miasto Zwoleń) – dawna gmina wiejska istniejąca do 1925 w woj. kieleckim. Siedzibą władz gminy była osada miejska Zwoleń.
Gmina Zwoleń powstała 1 stycznia?/13 stycznia 1870 w powiecie kozienickim w guberni radomskiej w związku z utratą praw miejskich przez miasto Zwoleń i przekształceniu jej w wiejską gminę Zwoleń w granicach dotychczasowego miasta (wraz z wsiami Praga i Kopciucha).
W 1915 roku austriackie władze okupacyjne wprowadziły administrację cywilną i przekształciły wiejską gminę Zwoleń ponownie w miasto, liczące w 1916 roku 7072 mieszkańców. Władze polskie nie uznały jednak Zwolenia za miasto w 1919 roku, przez co Zwoleń powrócił do statusu gminy wiejskiej.
W okresie międzywojennym gmina należała do powiatu kozienickiego w woj. kieleckim. Jako gmina wiejska jednostka przestała funkcjonować 1 lipca 1925 roku w związku z ponownym nadaniem Zwoleniowi praw miejskich i przekształceniu jednostki w gminę miejską (formalnie było to wyłączenie Zwolenia z gminy Zwoleń, przekształcenie go w gminę miejską, a następnie dołączenie do miasta reszty obszaru dotychczasowej gminy Zwoleń, czyli wsi Praga i Kopiciucha oraz osady młynarskiej Regułt), jednocześnie do miasta Zwolenia przyłączono z gminy Tczów wsie Wójtostwo Zwoleń, Łysocha i Stanisławów, kolonie Linówek i Józefów oraz ośrodek pofolwarczny Starostwo Zwoleń.